# すりぬけアナトウス
『すりぬけアナトウス』（北米：ThruSpace／PAL地域：ThruSpace: High Velocity 3D Puzzle）は、任天堂より2010年9月7日に配信開始されたWiiウェア。アメリカでは同年10月18日、ヨーロッパでは同年11月5日に配信開始。

## 概要
前方へ飛んでいくカタマリ(ブロック)を移動・回転させ、カベのアナをすりぬけるパズルゲーム。プレイ人数は1人のみだが、2014年5月20日にニンテンドーWi-Fiコネクションがサービスを終了するまではサーバーに各モードごとのハイスコアを送信して世界ランキングを閲覧することができた。

## 用語

### カタマリ
自機。立方体が複数個くっついた、透き通った物体。全6種類存在し、それぞれカタマリNo.1, 2, ... 5, EX と番号が割り振られている。ナンバリングの数字が大きくなるにつれて形状が複雑になる。
プレイ中は常に前進し続ける。ステージやレベルを進めるごとに加速し、加速に対応するボタンを押すことでさらに加速させることができるが、減速させることはできない。

### カベ・アナ
プレイ中に登場する障害物。ステージの空間を遮るようにカベが配置されており、カタマリがすりぬけられるようにアナが空いている。アナはステージやレベルを進めるごとに大きく複雑になるため、後述するトリックを成立させるのが徐々に難しくなる。また、カタマリの種類によってもアナの形状の生成パターンが異なる。同じカベにアナが飛び地状 に2つ以上生成されることもある。カタマリがアナをすりぬけられずにカベにぶつかると、残機が1減少する。

### コンボマーク(コンボ)
1つのアナに対して2つ設置されている、ピンク色の正八面体のオブジェ。2つ同時に取得するとコンボが成立し、コンボが連続で成立するとカベをすりぬけたときに獲得できるスコアが最大で20倍になる。

### トリック
アナの形にカタマリのシルエットを合わせて、アナの全てのブロックにシルエットが付いた状態にすると、トリックが成立する。1枚のカベに対して初めてトリックが成立すると、ボーナススコアが獲得できる。コンボと同様、トリックも連続で成立するとボーナスで獲得できるスコアが最大で20倍になる。

### 残機
ステージクリア・エンドレス・トリックチャレンジにて用いられる。カタマリがアナを通過できずにカベにぶつかってしまうと、カタマリがガラスのように割れて残機が1減少する。残機が0になるとゲームオーバーになる。
各モードでレベルが上昇するタイミングで通過する暗く小さい空間で緑色のキノコを模した物体を獲得できることがあり、獲得すると残機が1上昇する。残機が最大数だった場合は、スコアが10万円増える。

## プレイ可能なモード

### カタマリのオキテ
チュートリアル。全3節に分かれており、それぞれカタマリの操作方法、コンボの成立方法、トリックの成立方法について説明がなされる。

### ステージクリア
全6つのカタマリごとに用意された4つのステージ(全24ステージ)をクリアするモード。最初のカタマリの残機は1もしくは2、最大も同様に1もしくは2。
時間制限があり、時間を超過するか残機が0になるとゲームオーバーになる。

### エンドレス
1から20の任意のレベルからスタートし、カタマリの残機が0になるまでプレイし続けるモード。最初のカタマリの残機は3で、最大が4。
レベルが上がるにつれてスクロール速度やカベに開いているアナの複雑さも上昇する。

### トリックチャレンジ
エンドレスと同様に残機が0までプレイし続けるモードだが、アナにはコンボマークが設置されておらず、各カベでトリックを成立させないとアナをすりぬけることが出来ない。最初のカタマリの残機は1で、最大も1。
各レベルの最後のカベは特にアナの形状が複雑で、「BOSSカベ」と称されている。
エンドレスに対してレベル上昇の際のスクロール速度やアナの複雑さの上昇は緩やか。

## 疾走すりぬけ アナトウス
『疾走すりぬけ アナトウス』（北米：Ketzal's Corridors／PAL地域：SpeedThru: Potzol's Puzzle）はニンテンドー3DSで2011年10月21日から配信された。こちらは2人対戦にも対応しており、ニンテンドー3DSを二台使った通信プレイの他に、1台の本体を二人で左右から操作する対戦プレイも出来る。